# Arearia paradoxa
Arearia paradoxa là một loài tò vò trong họ Ichneumonidae.